# Kanifushi (Baa-atol)
Kanifushi is een van de onbewoonde eilanden van het Baa-atol behorende tot de Maldiven.